# Rudolf von Wistinghausen
Rudolf Eduard Michael von Wistinghausen (* 11. Januar 1905 in Riga; † 29. Mai 1981 in Bad Honnef) war ein deutscher Diplomat, der zuletzt von 1966 bis 1970 Botschafter in Togo war. Später fungierte er zwischen 1973 und 1980 als Vorsitzender der Deutsch-Baltischen Landsmannschaft im Bundesgebiet.

## Leben

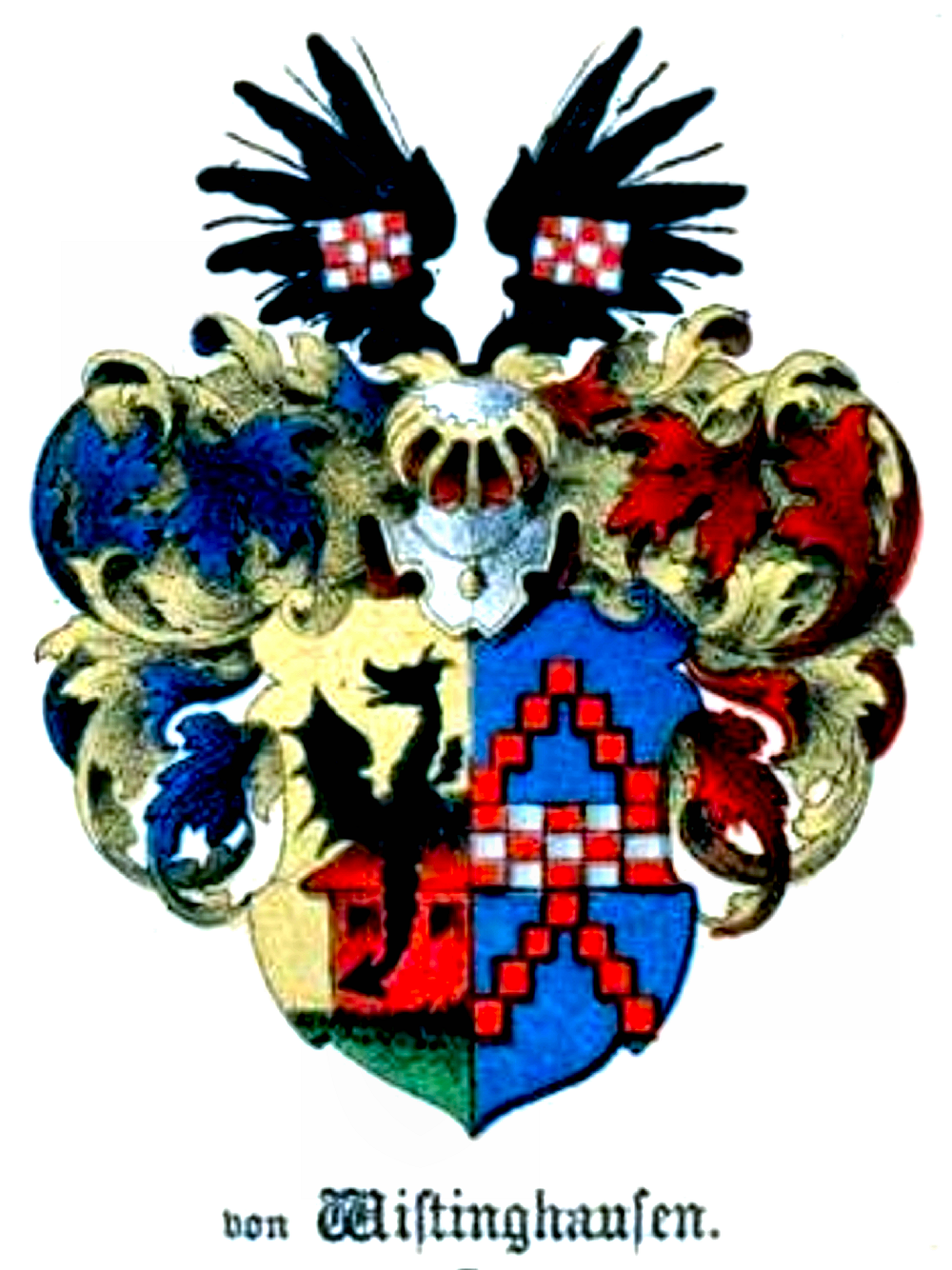
Wappen der aus Westfalen über Lübeck nach Reval gesiedelten Wistinghausen

### Herkunft
Rudolf von Wistinghausens väterliche Vorfahren waren Revaler Ratsherren, ehe sie dem russischen Dienstadel angehörten. Er war ein Sohn aus der 1903 bis 1910 bestehenden Ehe von Walter von Wistinghausen und Isolde von Ungern-Sternberg, Die Mutter lebte nach der Scheidung mit dem kaiserlich russisch genehmigten Titel einer Freifrau und ihrem Geburtsnamen Ungern-Sternberg ab 1912 mit ihren Kindern in Helsingfors, ab 1919 in Heidelberg.

### Karriere
Wistinghausen begann nach dem Schulbesuch ein Studium der Agrarwissenschaften, das er 1928 abschloss. Nach einer einjährigen Tätigkeit bei einer Versicherung war er zwischen 1929 und 1931 Geschäftsführer der Gesellschaft zur Förderung des Herder-Institut Riga und absolvierte anschließend von 1931 bis 1933 ein Studium der Agrarwissenschaften und Volkswirtschaftslehre in den USA. Nach seiner Rückkehr war er zwischen 1933 und 1939 beim Deutschen Akademischen Austauschdienst (DAAD) in Berlin beschäftigt. 
Am 1. Februar 1934 trat Wistinghausen NSDAP und SA bei. Bis 1942 erreichte er den Rang eines SA-Sturmführers.
1939 trat von Wistinghausen in den diplomatischen Dienst zunächst als Mitarbeiter an der Gesandtschaft in den Niederlanden. Zum Zeitpunkt des Überfalls durch die Wehrmacht im Mai 1940 war er Vizekonsul am Generalkonsulat in Amsterdam. Noch 1940 kehrte er zum Auswärtigen Amt in Berlin zurück, wo er bis 1945 als Referatsleiter in der Kulturpolitischen Abteilung Zwangsarbeiter aus der Sowjetunion, die sogenannten Ostarbeiter, betreute. Die AfD-Politikerin und damalige Präsidentin des Bundes der Vertriebenen Erika Steinbach verortete von Wistinghausen 2008 im Widerstand gegen Adolf Hitler.
Nach Kriegsende war er zunächst Dolmetscher bei der US Army in Ludwigsburg und danach zwischen 1946 und 1948 in der Privatwirtschaft tätig, woraufhin sich von 1948 bis 1949 eine Tätigkeit als Referent beim Deutschen Bauernverband (DBV) in Bonn anschloss.
Nach der Gründung der Bundesrepublik Deutschland wurde von Wistinghausen 1949 Mitarbeiter im Bundesministerium für Angelegenheiten des Marshallplanes, aus dem im Oktober 1953 Bundesministerium für wirtschaftliche Zusammenarbeit wurde, und war für diese an der Deutschen Vertretung bei der Organisation für europäische wirtschaftliche Zusammenarbeit (OEEC) in Paris tätig. 1956 wechselte er in das Bundesministerium für Arbeit, in dem er in der Unterabteilung II b (Arbeitsvermittlung, Berufsberatung, -ausbildung und -förderung) der Abteilung II (Arbeitskräfte) bis 1960 Leiter des Referats II b 4 bzw. ab 1959 des aufgeteilten Referats II b 4 b (Deutsche Arbeitskräfte im Ausland und ausländische Arbeitskräfte im Inland) war.
1960 wechselte von Wistinghausen ins Auswärtige Amt und fand zunächst Verwendung in der Zentrale in Bonn, ehe er im Anschluss von 1961 bis Oktober 1966 Mitarbeiter an der Botschaft in der Sowjetunion war. Zuletzt wurde er als Legationsrat Erster Klasse im November 1966 bis zu seiner Pensionierung 1970 Botschafter in Togo.
Wistinghausen trat 1970 der CDU bei. Von 1973 bis 1980 war er Vorsitzender der Deutsch-Baltischen Landsmannschaft im Bund der Vertriebenen und damit auch Präsidiumsmitglied des Dachverbandes. 1978 verlieh ihm die Stadt Darmstadt die undotierte Johann-Heinrich-Merck-Ehrung.

### Familie
Gemeinsam mit Ursula, geb. Breyer, hatte er den Sohn Henning von Wistinghausen (* 26. November 1936 in Kopenhagen), Botschafter a. D. und Autor. Gemeinsam mit seiner Frau ist von Wistinghausen in Holzschwang begraben.